# سیاه‌بیشه (چالوس)
سیاه بیشه، روستایی است از توابع بخش مرزن‌آباد شهرستان چالوس در استان مازندران ایران.

## جمعیت
این روستا در دهستان کوهستان (چالوس) قرار دارد و براساس سرشماری مرکز آمار ایران در سال ۱۳۹۵، جمعیت آن ۱۵۹ نفر (۶۰ خانوار) بوده‌است. مردم سیاه بیشه از قومیت طبری هستند. مردم سیاه بیشه به زبان طبری با گویش چالوسی سخن می‌گویند.